# SAP S/4HANA
SAP S/4HANA（SAP Business Suite 4 SAP HANA、エスエイピー・エスフォーハナ）は、ドイツのソフトウェア企業SAP SE社のインメモリーデータベース「SAP HANA」を標準プラットフォームとする同社の第4世代のERP製品である。

## 概要
SAP S/4HANAはSAP SE社の主力製品であった「SAP R/3」および「SAP ERP」の後継製品として2015年2月に発表されたERP製品。 財務会計、管理会計、販売管理、人事管理などの様々なソフトウェアコンポーネントから成り立ち、それらコンポーネントが実装するビジネスプロセスは業界を横断したベストプラクティスを基に設計されている。
最大の特徴は、これまでのERP製品が他社製を含む主要なデータベース管理システムを選択可能であったのに対し、SAP HANAを唯一のデータベースとしており、リアルタイムで最新の情報を参照できることをコンセプトとしている。 アプリケーションサーバーには従来のSAP ERPと同様にSAP NetWeaverを採用しており、アドオン等の開発にはSAP独自のオブジェクト指向プログラミング言語であるABAPがサポートされている。
SAP共同創業者プラットナー氏は2016年5月の同社の年次イベントで、リリースからわずか1年間で3,200社がS/4HANAを採用し、同社史上最速のペースで採用が進んでいると発表した。 その後も採用企業数は増加し、2019年7月のプレスリリースでは11,500社に達したと発表された。 米Googleや米Microsoft、韓国食品大手ロッテ、英エネルギー大手Centricaが採用したほか、日本国内でも伊藤忠商事やNEC、ライオン、あすか製薬、村田製作所が採用を決定するなど、国内外でシェアを伸ばしている。

## エディションと提供形態
SAP S/4HANAの提供形態はオンプレミス版とSaaS版である「SAP S/4HANA Cloud」の2形態がある。オンプレミス版は、サーバーベンダー各社が提供するアプライアンス上で利用できるほか、Microsoft AzureやAmazon Web Services、Google Cloud Platformなどのパブリッククラウド、SAPのプライベートクラウドサービスSAP HANA Enterprise Cloudやパートナー企業のクラウドサービス上で利用するマネージドクラウド上でも利用できる。 SaaS版であるSAP S/4HANA Cloudは2016年から日本国内でも利用できるようになっている。

## リリースの概要
SAP S/4HANA (オンプレミス) は年に1度リリースされ、SAP S/4HANA Cloud は四半期毎にリリースされる。両者ともバージョン番号は YYMM という数字になり、たとえば 1709 は2017年9月版のことを表す。
SAP S/4HANA オンプレミスリリース:
- SAP S/4HANA Finance 1503: March 2015
- SAP S/4HANA 1511: November 2015
- SAP S/4HANA Finance 1605: May 2016
- SAP S/4HANA 1610: October 2016
- SAP S/4HANA 1709: September 2017
- SAP S/4HANA 1809: September 2018
- SAP S/4HANA 1909: September 2019[20]

SAP S/4HANA Cloud リリース:
- SAP S/4HANA Cloud 1603: March 2016
- SAP S/4HANA Cloud 1605: May 2016
- SAP S/4HANA Cloud 1608: August 2016
- SAP S/4HANA Cloud 1611: November 2016
- SAP S/4HANA Cloud 1702: February 2017
- SAP S/4HANA Cloud 1705: May 2017
- SAP S/4HANA Cloud 1708: August 2017
- SAP S/4HANA Cloud 1711: November 2017
- SAP S/4HANA Cloud 1802: February 2018
- SAP S/4HANA Cloud 1805: May 2018
- SAP S/4HANA Cloud 1808: August 2018
- SAP S/4HANA Cloud 1811: November 2018
- SAP S/4HANA Cloud 1902: February 2019
- SAP S/4HANA Cloud 1908: August 2019
- SAP S/4HANA Cloud 1911: November 2019
- SAP S/4HANA Cloud 2002: January 2020 [22]

## 特徴

### インメモリーデータベース採用
データベースには同社のインメモリーデータベースであるSAP HANAを採用し、スループットが従来製品の3〜7倍に向上しており、これによってリアルタイムで経営情報を一元管理することを可能にした。 又、データ量もカラムストア技による圧縮技術によって10分の1に低減されている。 テーブル設計は「ワンファクト・ワンプレース」のコンセプトに基づいており、重複データが一切排除されている。インメモリーデータベースを採用しているため、集計済みテーブルを保持する必要がなく、従来製品よりデータベースを占有する容量が抑制されている。

### 機械学習・予測分析機能搭載
2017年9月に発表された新バージョン「SAP S/4HANA 1709」から機械学習機能を搭載。 同社のIoTプラットフォーム「SAP Leonardo」の機械学習機能「SAP Leonardo Machine Learning」および予測分析機能を利用し、契約管理や商品の在庫消費予測、契約数量の消費の予測を行う機能が利用可能になっている。

### モバイル対応
同社のUI開発ツール「SAP Fiori」に対応しており、モバイル端末を含めたあらゆるデバイス向けに機能を提供可能である。

### RPA対応
2018年にはSAPがRPA分野へ参入し、S/4HANAに組み込むことが発表された。 2018年現在はアーリーアダプターの顧客企業と実証実験を行っており、2019年には一般公開されるとしている。

## 認定資格
同製品を取り扱うシステムエンジニアやITコンサルタントの知識を示すSAP認定コンサルタント制度が存在する。 財務会計や管理会計、販売管理などの特定分野毎に資格体系が分かれており、アプリケーションコンサルタントやデベロップメントコンサルタントなどの種類がある。